# 국도 제380호선 (일본)

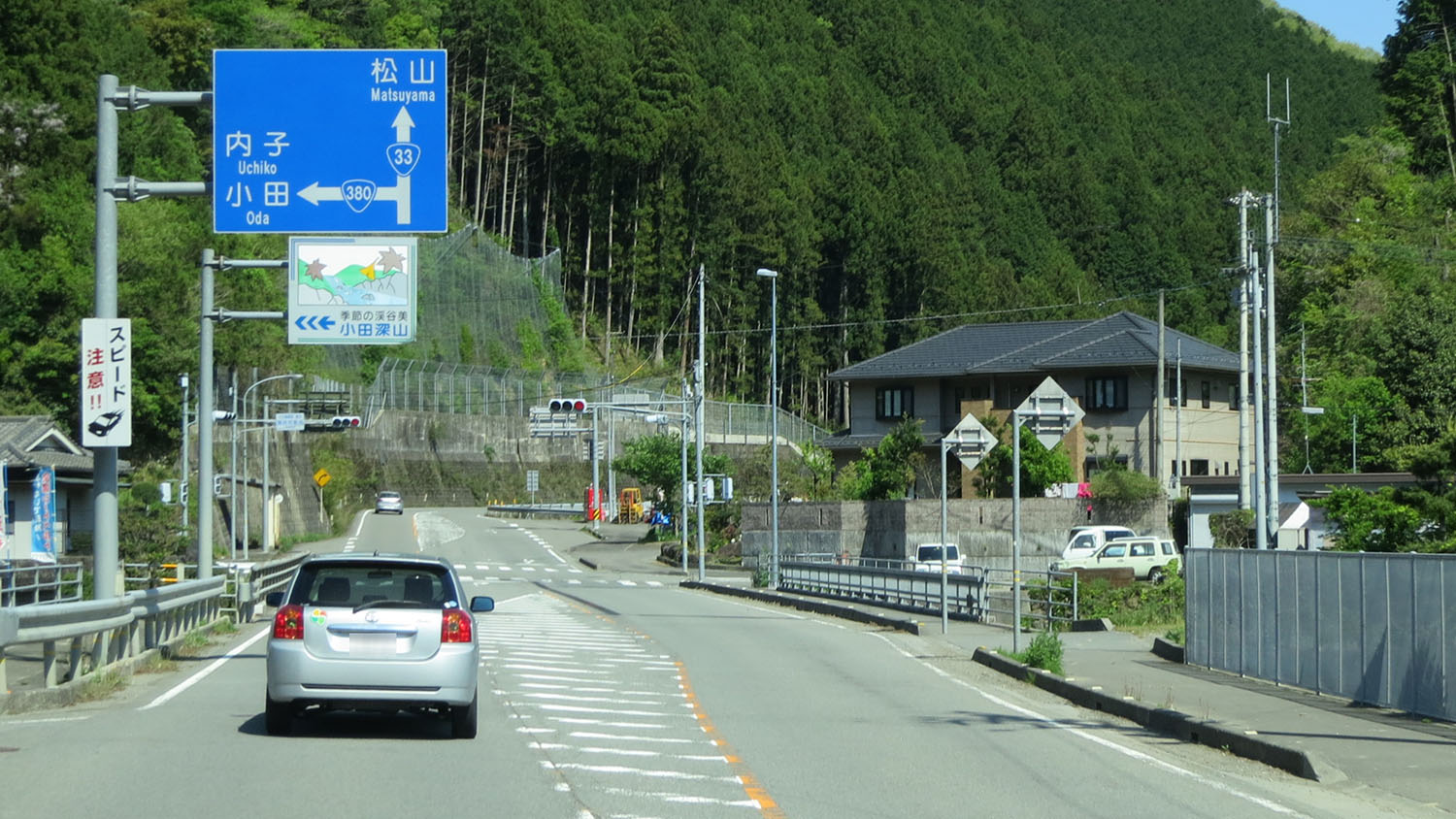
일본 33·380번 국도가 서로 교차하는 교차점 앞. 이 교차로에서는 33번 국도가 이 도로를 통해 직진하게 되면 마쓰야마시로 오게 되지만 교차로인 삼거리에서 좌회전 시 380번 국도로 가는 이정표가 따로 보인다.

일본 380번 국도(일본어: 国道380号→국도 380호)는 에히메현 야와타하마시에서 출발, 같은 현에 속하고 있는 가미우케나군 구마코겐정까지 이어주는 일반국도 노선이다. 그러나 이 국도는 실제 연장과 현도가 21.0 km에 이르고 있어, 총 연장 대비 1/3밖에 되지 않는 실제 연장을 가진 짧은 국도 노선이기도 하다.

## 노선 정보
일반 국도의 노선을 지정하고 있는 정령에 따른 기종점 및 경유지는 아래와 같다.
- 기점: 에히메현 야와타하마시 에도오카 교차로 (이 교차로에서는 197번 국도와 378번 국도의 교차점이지만, 27번 에히메현도(일본어판)의 종점이기도 함)
- 종점: 에히메현 가미우케나군 구마코겐정 오치아이 교차로 (이 교차로에서는 33번 국도와 440번 국도가 서로 교차하는 지점임)
- 주요 경유지[1]: 오즈시, 기타군 우치코정, 가미우케나군 오다정[2]
- 총 연장: 65.3 km
- 중복 연장 구간: 44.3 km
- 미공용 연장: 없음
- 실제 연장: 21.0 km
  - 현도: 21.0 km
  - 그 외의 없는 것들: 구도, 신도
- 지정된 구간: 56번 국도와 겹쳐지는 해당 구간

## 연혁
- 1975년 4월 1일 : 일반국도 제380호선 (야와타하마시 ~ 가미우케나군 구마정)으로 정식 지정.

## 지리

### 통과하는 지자체
- 전 구간이 에히메현으로 관통되어 있다. 그러나 이 도로는 다음과 같은 구간을 경유함.
  - 야와타하마시 - 오즈시 - 기타군 우치코정 - 가미우케나군 구마코겐정

### 접촉하는 도로
- 197번 국도
- 378번 국도
- 379번 국도
- 56번 국도
- 33번 국도